# Plagiochila miqueliana
Plagiochila miqueliana là một loài rêu trong họ Plagiochilaceae. Loài này được Lindenb. & Gottsche mô tả khoa học đầu tiên năm 1842.